# Germano Nicolini
Germano Nicolini, també conegut com a Dièvel o comandante Diavolo (Fabbrico, 26 de novembre de 1919 - Correggio, 24 d'octubre de 2020) va ser un partisà i polític italià.

## Biografia
Germano Nicolini va néixer en el sí d'una família camperola de formació catòlica. Va començar Estudis Clàssics però va haver de deixar d'estudiar per malaltia. Posteriorment va diplomar-se en Comptabilitat i va inscriure's a l'Escola de comerç Luigi Bocconi de Milà.
Durant la Segona Guerra Mundial era oficial del 3r Regiment de tancs i va ser capturat per l'exèrcit alemany el 8 de setembre de 1943 prop de Tivoli. Després d'escapar-se va unir-se a la Resistència italiana a la regió d'Emilia i es va convertir en comandant del 3r batalló Sap de la brigada Fratelli Manfredi. Va resultar ferit en un enfrontament però va aconseguir tornar a escapar dels alemanys de manera espectacular: desarmat, en bicicleta, i esquivant les ràfegues de foc alemanyes fent ziga-zagues entre els arbres. Va ser llavors quan va guanyar el seu sobrenom, quan dues germanes van exclamar des d'una finestra "L'è propria al dievel!".
Un cop acabada la guerra va convertir-se en l'alcalde comunista de Correggio fins que l'any 1947 va ser acusat de ser l'instigador de l'assassinat del rector Umberto Pessina i condemnat a 22 anys de presó, dels quals només en va complir 10 en ser indultat. L'any 1994 va ser totalment exonerat del delicte després de la confessió de William Gaiti, autor de l'assassinat en el marc de l'operació "Triangle de la mort" engegada pel comandant i exdiputat Otello Montanari contra membres de l'Església. En la revisió del procés, celebrat la ciutat de Perusa, també van ser exonerats dos partisans més: Antonio Prodi (Negus) i Ello Ferretti (Fanfulla).
L'any 2000, l'aleshores ministre de Polítiques Comunitàries Gianni Francesco Mattioli va demanar perdó públicament a Nicolini pel paper del seu pare Pietro, fiscal en el judici de 1947.
Va dedicar els últims anys de la seva vida a explicar als joves la història i valors de la Resistència, la Constitució i la defensa dels seus principis fundacionals, els valors ètics i socials de les comunitats obertes, i el paper fonamental de la política i els partits en la convivència civil i democràtica.

## Reconeixement
L'any 1996 el grup de folk combatiu italià Modena City Ramblers li va dedicar la cançó Al Dievel. També apareix a la cançó Linea Gotica del grup Consorzio Suonatori Indipendenti.
L'any 1997 va aparèixer al documental Partigiani de Davide Ferrario i Guido Chiesa, i l'any 1998 al documental Communisti de Davide Ferrario i Daniele Vicari.
El 25 de març de 1997 se li va concedir la Medalla de Plata al Valor Militar.
L'any 2020 va ser nomenat cavaller de la República pel president Sergio Mattarella.